# Bhimavaram
Bhimavaram es una ciudad y  municipio situada en el distrito de Godavari Oeste en el estado de Andhra Pradesh (India). Su población es de 146961 habitantes (2011). Se encuentra a 106 km de Vijayawada y a 377 km de Hyderabad.

## Demografía
Según el censo de 2011 la población de Bhimavaram era de 146961 habitantes, de los cuales 72441 eran hombres y 74520 eran mujeres. Bhimavaram tiene una tasa media de alfabetización del 83,05%, superior a la media estatal del 67,02%: la alfabetización masculina es del 86,57%, y la alfabetización femenina del 79,66%.